# 訃報 1980年11月
訃報 1980年11月（ふほう 1980ねん11がつ）では、1980年（昭和55年）11月中に物故した、又は物故が報じられた人物についてまとめる。

## （1日 - 15日）

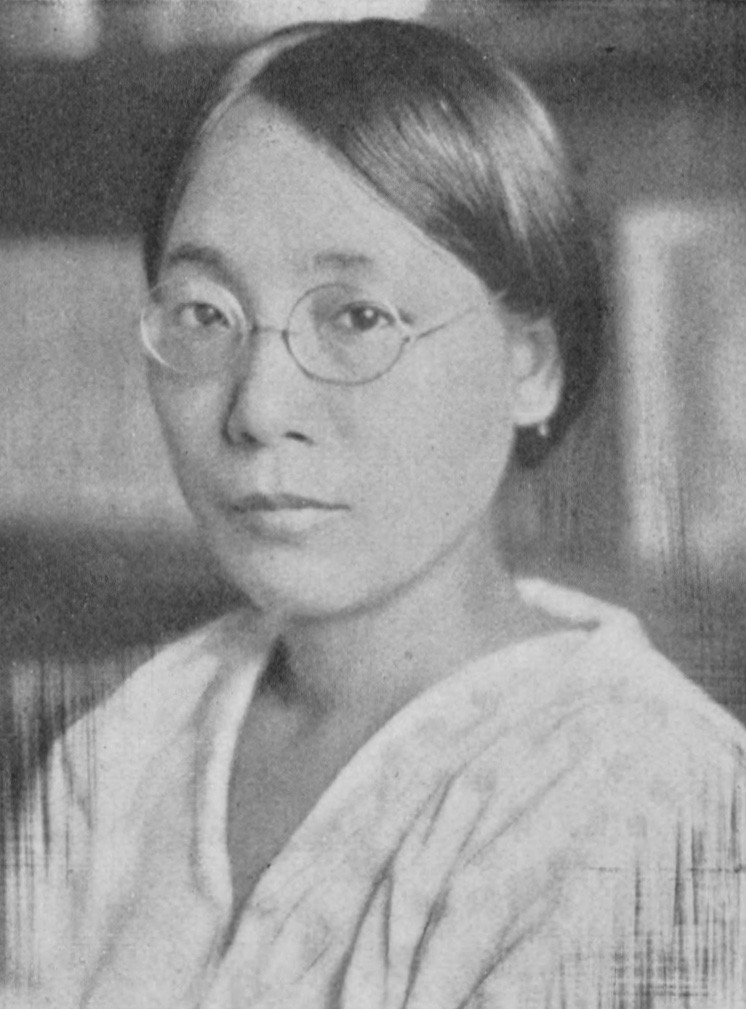
山川菊栄／11月2日没

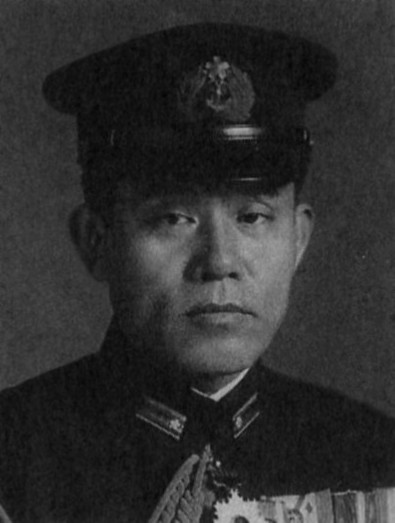
山本親雄／11月4日没

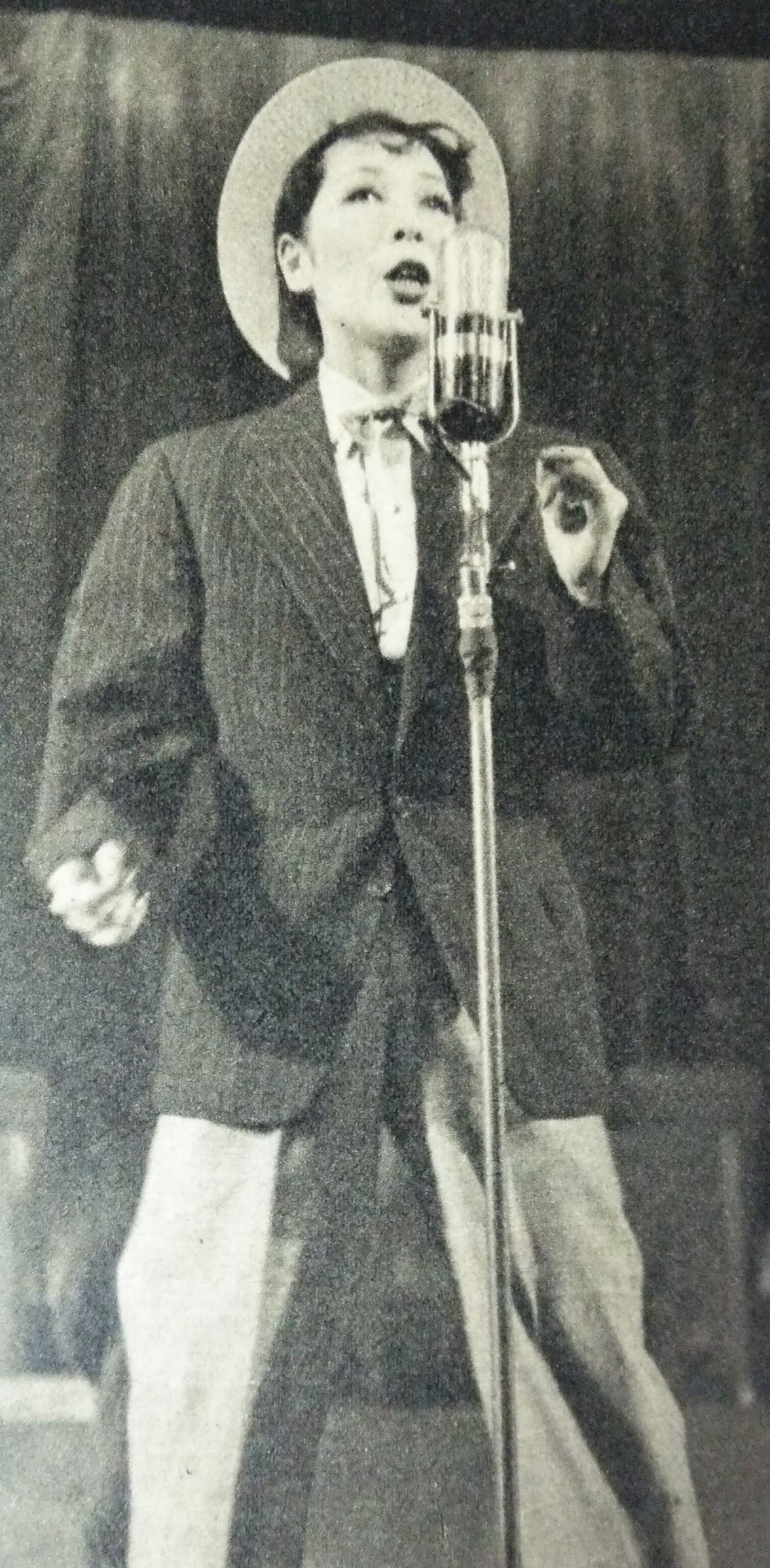
越路吹雪／11月7日没

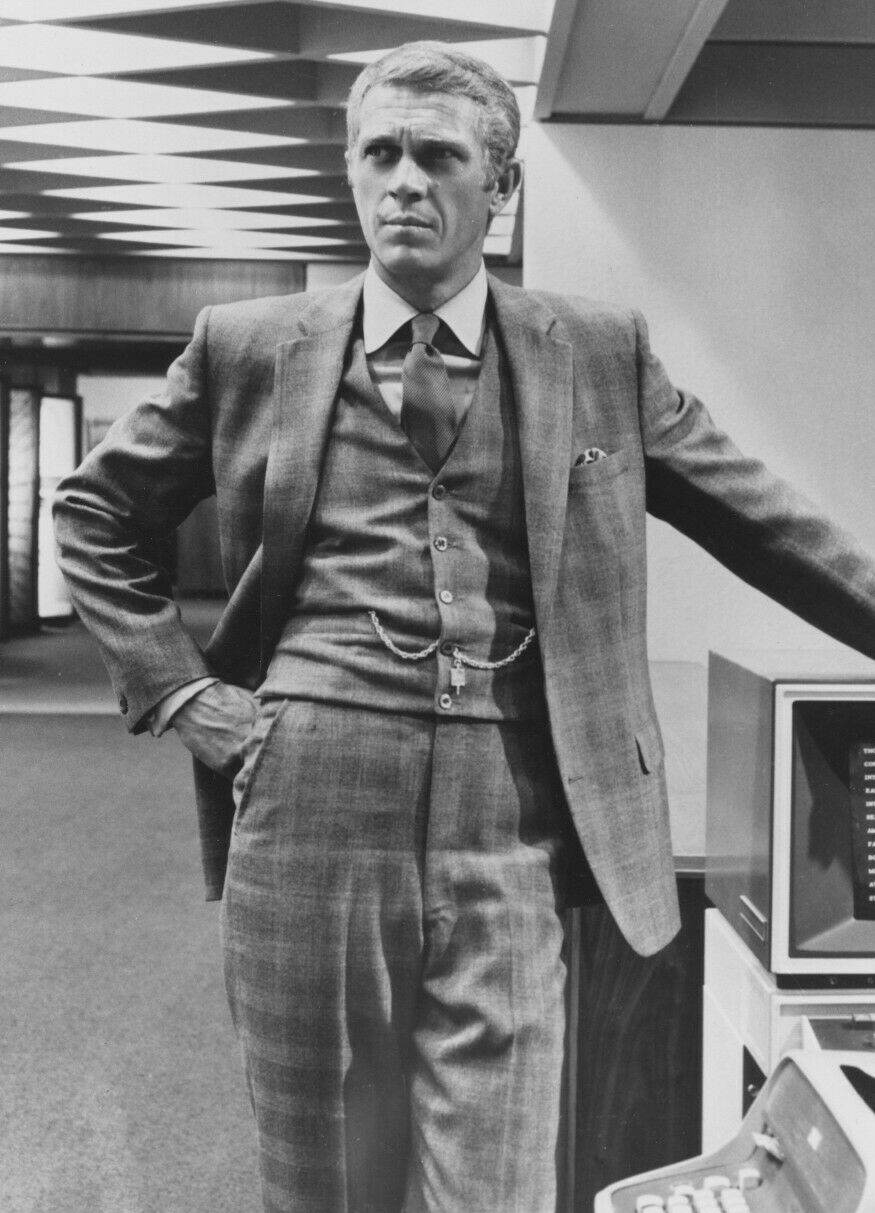
スティーブ・マックイーン／11月7日没

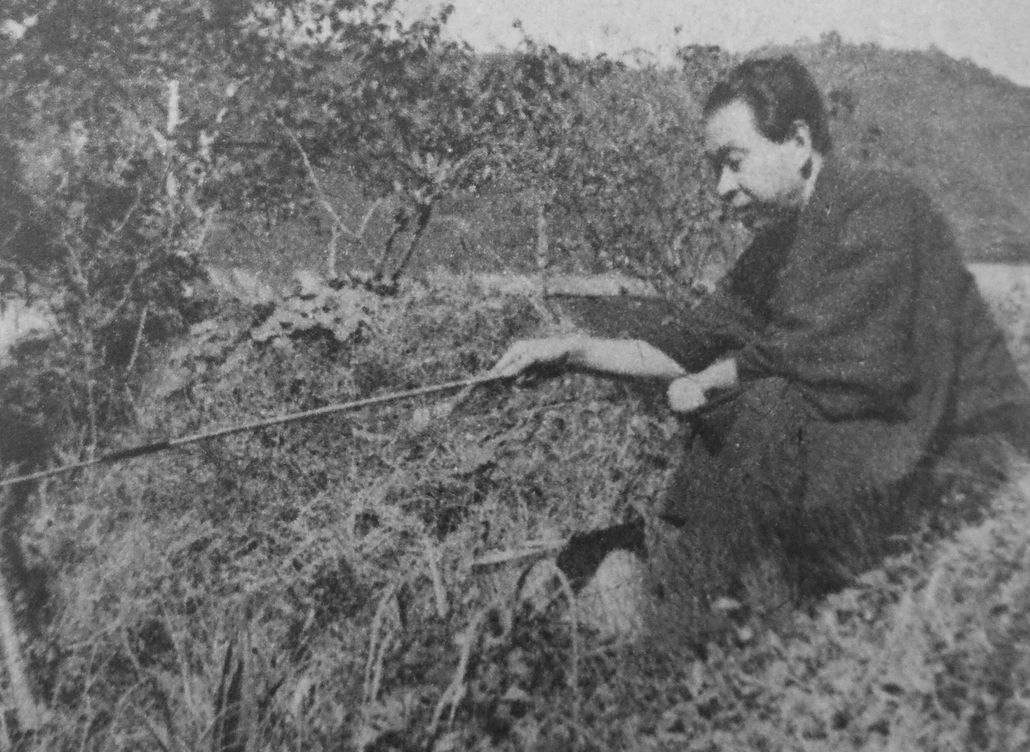
白井喬二／11月9日没

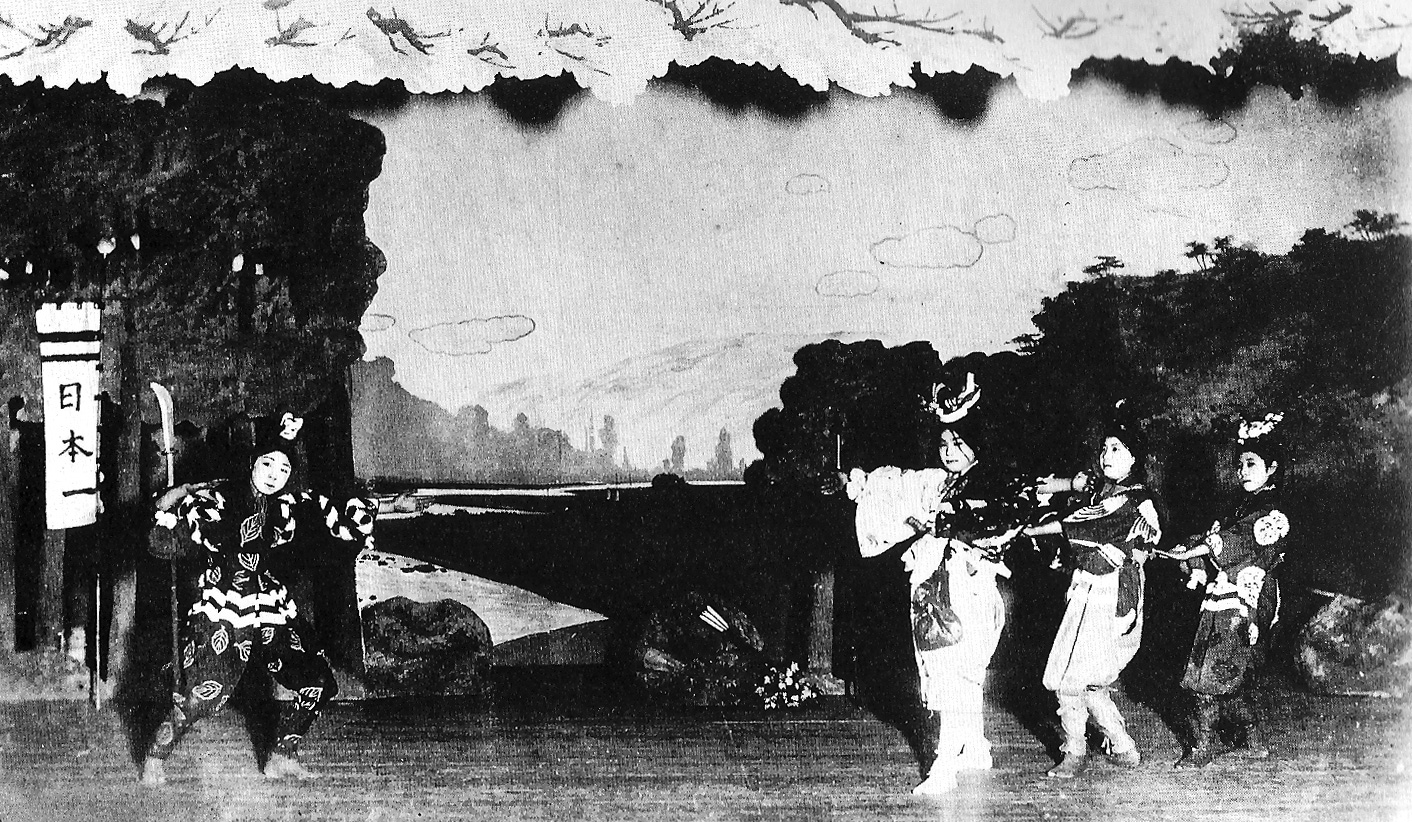
高峰妙子（右から3人目）／11月15日没

- 11月2日 - 山川菊栄、評論家・婦人問題研究家（* 1890年）
- 11月3日 - 吉積文平、実業家・政治家（* 1891年）
- 11月4日 - 山本親雄、海軍軍人（* 1896年）
- 11月4日 - 酒井杏之助、銀行家（* 1893年）
- 11月4日 - 長浜忠夫、アニメ製作者（* 1932年）
- 11月6日 - 横山東六、漫才師（* 1906年）
- 11月7日 - 越路吹雪、女優、歌手（* 1924年）
- 11月7日 - スティーブ・マックイーン、俳優（* 1930年）
- 11月9日 - 白井喬二、時代小説作家（* 1889年）
- 11月15日 - 高峰妙子、宝塚歌劇団（* 1899年）

## （16日 - 30日）

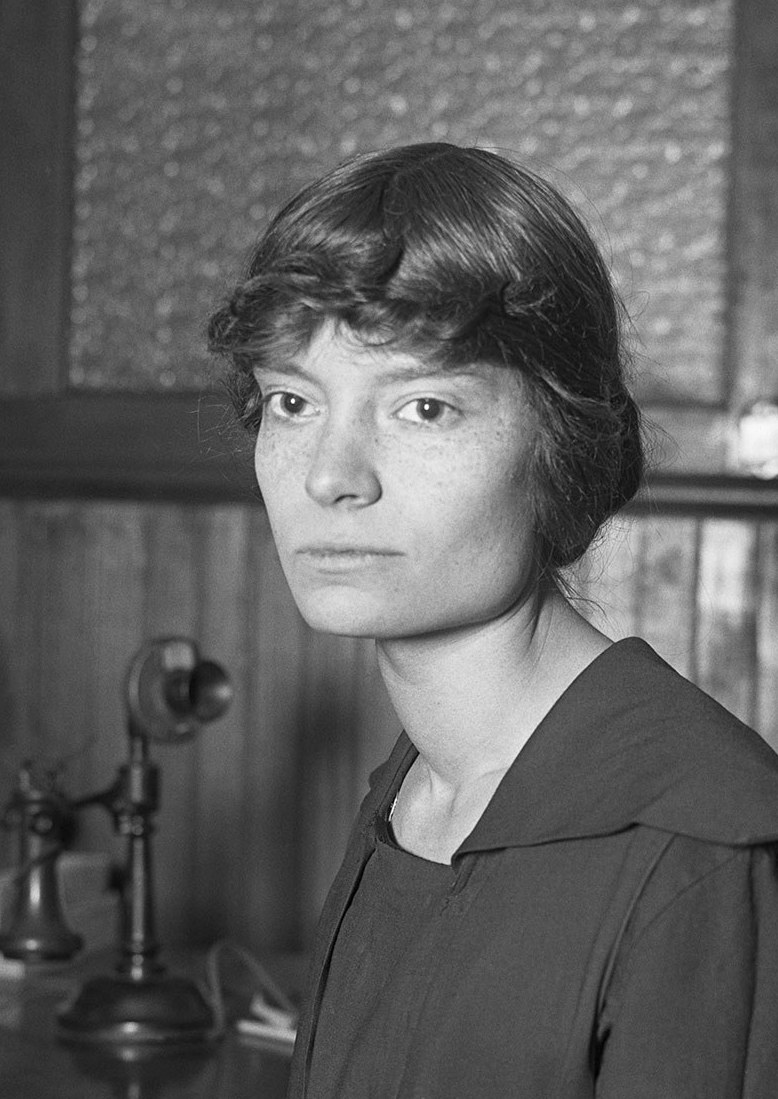
ドロシー・デイ／11月29日没

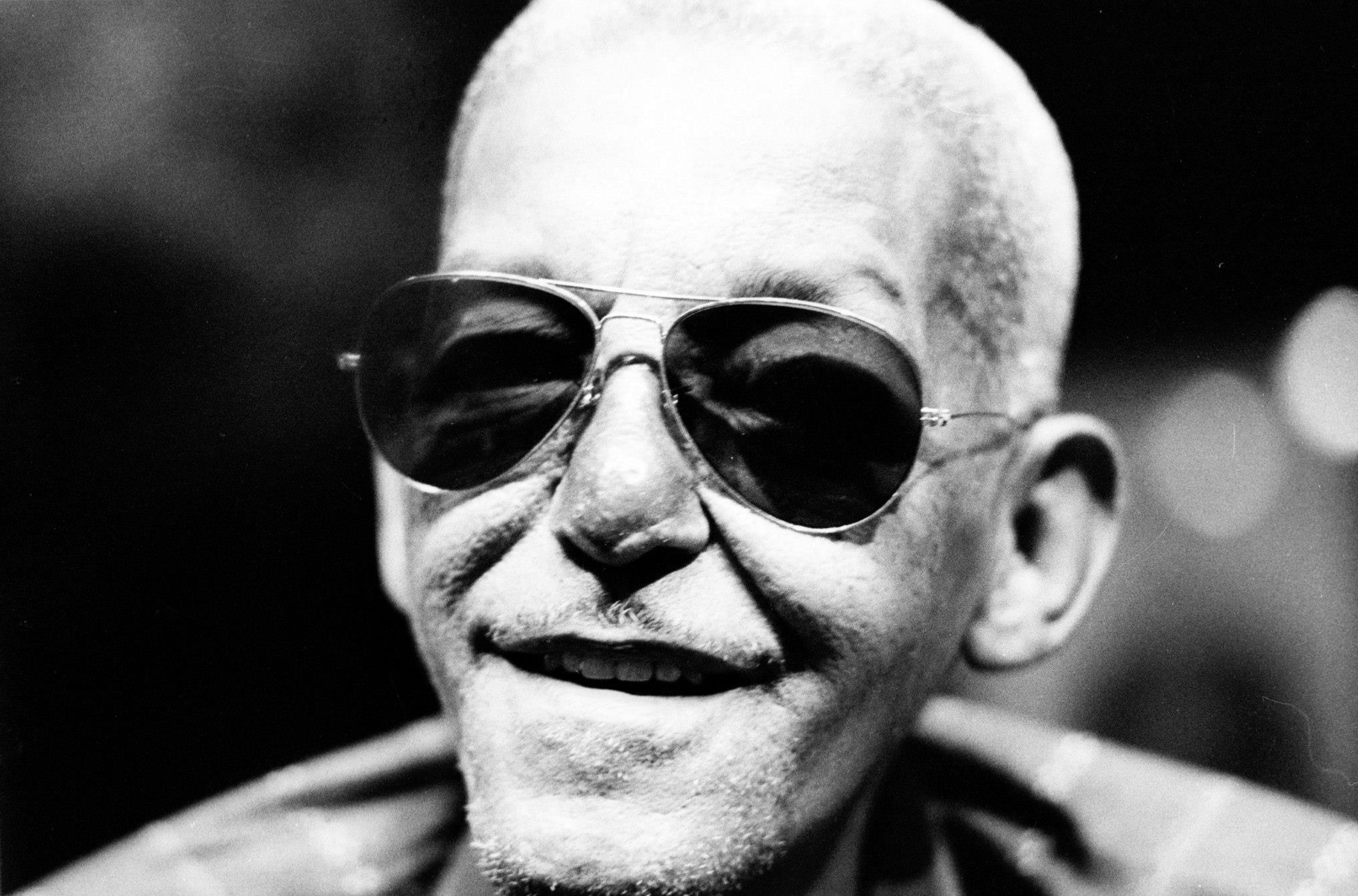
カルトーラ／11月30日没

- 11月20日 - 渡辺男二郎、内務・警察官僚（* 1902年）
- 11月25日 - 荒舩清十郎、政治家（* 1907年）
- 11月26日 - 矢田部勁吉、声楽家・音楽教育者（* 1896年）
- 11月27日 - 宇治達郎、医師、胃カメラの開発者の1人（* 1919年）
- 11月29日 - ドロシー・デイ、社会運動家（* 1897年）
- 11月30日 - 福井美恵子、バスケットボール選手（* 1956年）
- 11月30日 - カルトーラ、歌手（* 1908年）